# Морисита, Дзюмпэй
Дзюмпэй Морисита (яп. 森下 純平, род. 5 апреля 1990, Хакусан, Исикава) — японский дзюдоист, призёр чемпионатов Японии, бронзовый призёр Азиатских игр, чемпион Азии и мира. Выступал в полулёгкой весовой категории (до 66 кг). Серебряный (2012 год) и бронзовый (2013 год) призёр чемпионатов Японии. В 2010 году стал бронзовым призёром летних Азиатских игр в Гуанчжоу и чемпионом мира на чемпионате в Токио. В 2011 году на чемпионате Азии в Абу-Даби завоевал золото чемпионата.